# Anua parcemacula
Anua parcemacula là một loài bướm đêm trong họ Erebidae.